# Demografska povijest Hrvata Bosne i Hercegovine
Ovo je članak o demografskoj povijesti Hrvata Bosne i Hercegovine. Ovaj članak je dio serije o demografiji Hrvata Bosne i Hercegovine, koja ima posebne, detaljne članake za sve ove teme. Ovaj članak se bavi demografijom hrvatskog naroda na teritoriju današnje Bosne i Hercegovine, od njegova dolaska na to područje do danas.
| Udio Hrvata u ukupnom stanovništvu Bosne i Hercegovine                                  |          |         |                         |
| godina popisa                                                                           | Katolici | %       | ukupno stanovništvo BiH |
| Popis stanovništva u Bosni i Hercegovini 1921.                                          | 444.308  | 23,50 % | 1.890.440               |
| Popis stanovništva u Bosni i Hercegovini 1931.                                          | 547.949  | 23,58 % | 2.323.555               |
| godina popisa                                                                           | Hrvati   | %       | ukupno stanovništvo BiH |
| Popis stanovništva u Bosni i Hercegovini 1948.                                          | 614.123  | 23,93 % | 2.565.277               |
| Popis stanovništva u Bosni i Hercegovini 1953.                                          | 654.229  | 22,97 % | 2.847.790               |
| Popis stanovništva u Bosni i Hercegovini 1961.                                          | 711.666  | 21,71 % | 3.277.948               |
| Popis stanovništva u Bosni i Hercegovini 1971.                                          | 772.491  | 20,62 % | 3.746.111               |
| Popis stanovništva u Bosni i Hercegovini 1981.                                          | 758.140  | 18,39 % | 4.124.008               |
| Popis stanovništva u Bosni i Hercegovini 1991.                                          | 760.852  | 17,38 % | 4.377.053               |
| Popis stanovništva u Bosni i Hercegovini 2013.                                          | 544.780  | 15,43 % | 3.531.159               |
| Napomena: neki su se Hrvati u razdoblju od 1953. do 1991. izjašnjavali kao Jugoslaveni. |          |         |                         |

## Srednjovjekovna bosanska država
Stanovništvo srednjovjekovne Bosne je bilo slavensko, po svojim etničkim i vjerskim značajkama pripadajući istom etničkom supstratu kao i Hrvati. Osim samoga spomena hrvatskoga imena, to se vidi u mnogobrojnim etno-kulturnim obilježjima, kao što su jezik (čakavstina i štokavska ikavica, te zapadna ijekavština, što su sve karakteristike hrvatskoga jezika), glagoljsko i zapadnoćirilsko pismo (tzv. bosančica ili hrvatska ćirilica) kojim su pisane isprave, djela vjersko-nabožnog i umjetničkog sadržaja, a koje je istovjetno hrvatskoj ćirilici koja se rabila u Dalmaciji i sjevernohrvatskom primorju, pripadnost zapadnom civilizacijskom krugu, što se očituje u zapadnom katoličkom kršćanstvu te umjetničkim oblicima zapadne provenijencije.
Politički, većina je sadašnje Bosne i Hercegovine (uz kratke intervale, kao za vrijeme srpskog župana Časlava Klonimirovića ), pripadala hrvatskoj državi. Po nekim procjenama na području srednjovjekovne Bosne uoči turskog osvajanja je živjelo 850.000 – 900.000 stanovnika, sljedećeg nacionalnog sastava: katolika oko 750.000 ili 85,22 %, krstjana oko 80.000 ili 9,09 % i pravoslavaca oko 50.000 ili 5,68 %. Specifičnost srednjovjekovne Bosne su bili krstjani, koji nikad nisu činili većinu stanovništva, niti su stvorili vjersku organizaciju na državnoj razini, te su prirodno nestajali misionarskim radom dominikanaca i, posebno, franjevaca.

## Osmansko razdoblje
U osmanskom razdoblju broj katolika drastično opada. Kada su osvojili Bosnu, 1463. godine, Turci su, po različitim podatcima, 100.000 domaćeg katoličkog stanovništva odveli u zarobljeništvo i 30.000 mladića u janjičare. Godine 1524. dolazi do najžešćega progona katolika u Bosni i Hercegovini. Te su godine srušeni franjevački samostani u Kraljevoj Sutjesci, Visokom, Fojnici, Kreševu i Konjicu, a nešto kasnije i u Mostaru. Drži se da je u takvim okolnostima 120.000 – 150.000 katolika prešlo na islam. Godine 1528./1529. u današnjoj BiH bilo je: katolika oko 360.000 ili 57 %, muslimana oko 220.000 ili oko 34 % i pravoslavaca oko 55.000 ili 9 %. Godine 1624. bilo je: muslimana oko 300.000 ili 67 %, katolika oko 100.000 ili 22 % i pravoslavaca oko 50.000 ili 11 %. U habsburško-turskom ratu (1683. – 1699.), po svjedočenju franjevca Andrije Šiprašića, bježeći pred turskim nasiljem 100.000 bosanskohercegovačkih Hrvata napustilo je svoja ognjišta i prešlo Unu i Savu. Tako je u napadu 1697. godine, u kojem je habsburški vojskovođa i princ Eugen Savojski osvojio Sarajevo, opljačkao i popalio i vratio se u Osijek, s njim Bosnu napustilo do 40.000 katolika.
Povjesničar Muhamed Hadžijahić je procijenio da je 1710. u BiH bilo oko 100.000 kršćana, a 1817. oko 400.000. Brojke je temeljio na izvješćima o katolicima, a godišnji prirodni priraštaj kršćanskog stanovništva u 18. stoljeću procijenio je na 1,3 %. Prema popisu stanovništva Bosanskog pašaluka iz 1851. godine, koji je popisivao samo muškarce, bilo je u Bosni i Hercegovini 440 733 stanovnika. Hadžijahić je na temelju tog popisa napravio procjenu ukupnog broja stanovništva Bosne i Hercegovine, zaključivši da je tada u BiH bilo 1 077 956 stanovnika, od čega 173 200 katolika ili 16,07 %. Popis iz 1870. godine zatekao je 220 353 katolika od 1 510 307 stanovnika ili 14,59 %.
Godine 1875. u donjoj Hercegovini, na području Gabele i Hrasna, 19. lipnja, Hrvati su pod vodstvom don Ivana Musića digli ustanak protiv turske vlasti zbog velikih poreza. Ubrzo su pobunilo i čitavo kršćansko stanovništvo u Bosni i Hercegovini. Turske vlasti nisu mogle ugušiti ustanak i u rat s Turskom stupile su Srbija i Crna Gora 1876. godine, a godinu kasnije i Rusija. Borbe su dovršene 1878. godine, a Osmansko Carstvo je iz rata izašlo kao gubitnik. Tijekom ustanka, preko 150.000 hrvatskog, katoličkog stanovništva je izbjeglo u Hrvatsku.

## Austro-Ugarska i Kraljevina Jugoslavija
U austrougarskom razdoblju počinje oporavak demografske slike Hrvata u Bosni i Hercegovini. Prema popisu stanovništva iz 1910. godine, u Bosni i Hercegovini bilo je 114 591 useljenika, od čega su trećina bili Hrvati.
Tako je Bosna i Hercegovina godine 1895. imala 1.336.091 stanovnika, sljedećeg nacionalnog sastava:grčki pravoslavci1 – 571.250 ili 42,76 %, muhamedanci2 – 492.710 ili 36,88 %, rimokatolici – 265.788 ili 19,89 %, židovi – 5805 ili 0,43 % i ostali – 538 ili 0,04 %.
Osnovno obilježje razdoblja Kraljevine Jugoslavije je bilo nastojanje Srba da se, koristeći se dominacijom u vojsci i politici, te relativnom brojnošću (oko 38-40 % ukupnog stanovništva BiH), nametnu kao dominantan čimbenik u zemlji s ciljem "srbizacije" nesrpskih naroda. Po popisu stanovništva iz 1931. godine, Bosna i Hercegovina imala je 2.323.787, sljedećeg nacionalnog sastava : Srbi 44,25 %, Muslimani 30,90 %, Hrvati 23,58 % i Ostali 1,02 %.
1 Do popisa 1905. godine pravoslavci su popisivani kao grčki pravoslavci.
2 Do 1901. godine službeno ime Mohammedaner (njemački) – muhamedanci.
| Podrobniji članak o temi: Popis stanovništva u Bosni i Hercegovini 1879. Podrobniji članak o temi: Popis stanovništva u Bosni i Hercegovini 1885. Podrobniji članak o temi: Popis stanovništva u Bosni i Hercegovini 1895. | Podrobniji članak o temi: Popis stanovništva u Bosni i Hercegovini 1910. Podrobniji članak o temi: Popis stanovništva u Bosni i Hercegovini 1921. Podrobniji članak o temi: Popis stanovništva u Bosni i Hercegovini 1931. |

## Socijalistička Jugoslavija
Za vrijeme druge Jugoslavije, Hrvati Bosne i Hercegovine, kao najmalobrojniji i najsumnjiviji element u BiH, nosili su stigmu reakcionarnog katoličkog naroda, optuživani za genocide i brutalnosti NDH (od kojih su Muslimani dobrohotno ekskulpirani, a Srbi su, kao glavni komunistički krvnici uživali privilegije zločina), podnijeli su sudbinu građana drugoga reda. Stalno sumnjičeni i policijski proganjani, njihova etnička područja svjesno gospodarski zanemarivana, prisiljavani na emigraciju (od ekonomskih emigranata iz BiH, Hrvati, koji su činili oko 1/5 stanovništva, davali su preko 2/3 emigranata), uz potiskivanje hrvatskog jezika i nametanje srpskog, od školstva do medija, Hrvati su bili posebno podvrgnuti totalitarnom policijskom režimu, sve s ciljem depopulacije i eliminiranja hrvatskog naroda kao kanceroznog elementa koji smeta socijalističkom napretku.
Za vrijeme druge Jugoslavije, po popisima 1953. – 1991. Hrvati su od 23,00 % pučanstva pali na 17,30 % iako se njihov sveukupan broj povećao. Prema popisu stanovništva iz 1953. godine, Hrvati-katolici su činili većinu u većini kotareva koji su nalazili na teritorijima koji su 1939. godine ušli u Banovinu Hrvatsku. Tada je njihov broj iznosio 654.229, odnosno 23,00 % ukupnog stanovništva Bosne i Hercegovine. Prema popisu stanovništva iz 1961. godine, Hrvati su činili 21,70 % ukupnog stanovništva Bosne i Hercegovine, a njihov broj je iznosio 711.660. Kotari su podijeljeni na manje općine. Prema popisu stanovništva iz 1971. godine, Hrvati su činili 20,60 % ukupnog stanovništva Bosne i Hercegovine, a njihov broj je iznosio 772.491.
Prema popisu stanovništva iz 1981. godine, Hrvati su činili 18,60 % ukupnog stanovništva Bosne i Hercegovine, a njihov broj je iznosio 767.247. U odnosu na popis stanovništva iz 1971., postotak Hrvata se prvi put smanjio ispod 20,00 %, a nakon 1981. godine i dalje se nastavio smanjivati. Prema popisu stanovništva iz 1991. godine, Hrvati su činili 17,30 % ukupnog stanovništva Bosne i Hercegovine, a njihov broj je iznosio 755.895.
| Podrobniji članak o temi: Popis stanovništva u Bosni i Hercegovini 1948. Podrobniji članak o temi: Popis stanovništva u Bosni i Hercegovini 1953. Podrobniji članak o temi: Popis stanovništva u Bosni i Hercegovini 1961. | Podrobniji članak o temi: Popis stanovništva u Bosni i Hercegovini 1971. Podrobniji članak o temi: Popis stanovništva u Bosni i Hercegovini 1981. Podrobniji članak o temi: Popis stanovništva u Bosni i Hercegovini 1991. |

## Rat u Bosni i Hercegovini
Ukupan broj Hrvata u Bosni i Hercegovini se nastavio smanjivati, a tome je nakon 1991. najviše pridonio krvavi rat koji je bjesnio u Bosni i Hercegovini. Dolazi do tragičnog egzodusa hrvatskog naroda iz BiH. Veći primjeri toga egzodusa su Bosanska Posavina i srednja Bosna. U Bosanskoj Posavini prema popisu stanovništva iz 1991. godine je bilo 131.542 Hrvata, dok ih danas na tom prostoru ima svega negdje oko 36.000, a do velikog izgona Hrvata došlo je i u srednjoj Bosni. Rat u Bosni i Hercegovini je učinio svoje i utjecao je na etničku kartu Bosne i Hercegovine koja je do tada zbog velike izmiješanosti naroda često nazivana "leopardovo krzno". Tako su brojnim etničkim čišćenjima i progonima se dogodila velika preseljena naroda na područja koja je držala njihova vojska. Hrvati su se selili na područja koja je držao HVO, Bošnjaci na područja koja je držala Armija BiH te Srbi na područja koja je držala Vojska RS-a.
Na popisu stanovništva u Bosni i Hercegovini 1996. godine, koji je proveden od strane UNHCR-a (popis nije službeno priznat), Bosna i Hercegovina je imala 3.919.953 stanovnika. Od toga broja, Hrvata je bilo 571.317 ili 14,57 % ukupnog stanovništva te zemlje. Hrvati su zahvaljujući svojem samoorganiziranju putem Hrvatske Republike Herceg-Bosne i njezinih oružanih snaga Hrvatskog vijeća obrane izborili svoj opstanak u Bosni i Hercegovini, u ratu u toj zemlji.

## Sadašnje stanje
S velikom vjerojatnoćom se može tvrditi da su Hrvati danas većina u sljedećim općinama: Mostar, Široki Brijeg, Ljubuški, Livno, Čitluk, Tomislavgrad, Čapljina, Orašje, Posušje, Žepče, Grude, Vitez, Kiseljak, Prozor-Rama, Odžak,  Stolac, Neum, Domaljevac-Šamac, Usora, Kreševo, Kupres, Dobretići i Ravno, odnosno u oko 23 općine od ukupno 79 općina u Federaciji.
Općine u kojima Hrvati čine trećinu stanovništva su: Travnik, Novi Travnik Uskoplje, Jajce, Vareš, Fojnica, Busovača i Glamoč. Općine u kojima Hrvati čine oko 15 % stanovništva su: Brčko i Grahovo. Općine s hrvatskom većinom, (njih 14) čine kompaktno područje koje se proteže od Kupresa na sjeverozapadu, do Ravnog na jugoistoku zemlje, dok 12 općina u Bosni i Posavini predstavljaju enklave s hrvatskom većinom.
Mostar je danas najveći grad s hrvatskom većinom u Bosni i Hercegovini, te je s oko 110.000 stanovnika (150.000 metropolitansko područje) peti grad po veličini u BiH. Iza Sarajeva i Banje Luke, obično se navodi kao treći najvažniji grad po političkoj važnosti i ekonomskoj snazi. Procijenjeni sastav stanovništva je 52 % Hrvata, 45 % Bošnjaka i oko 3 % Srba i ostalih. Mostar je gospodarsko, političko, sveučilišno i kulturno središte Hrvata u Bosni i Hercegovini. Precizan sastav stanovništva očekuje se nakon obrade podataka popisa stanovništva u BiH u listopadu 2013. Grad Mostar je sjedište brojnih institucija i nekih od najvećih kompanija u BiH te slovi kao "grad studenata i mladosti" (oko 15 000 studenata), a kao urbani i funkcionalni centar privlači migracijske tokove iz Hercegovine, Srednje Bosne i Dalmacije. U prilog mladosti kao karaktera grada govori podatak da je Mostar jedini veliki grad s hrvatskom etničkom većinom na prostoru Hrvatske i BiH koji bilježi pozitivan prirodni priraštaj (U 2013. godini prema podacima federalnog zavoda za statistiku Hrvati u Mostaru su zabilježili priraštaj od +1,6 promila). Godine 1991. oko 6 % svih Hrvata u BiH živjelo je u Mostaru, dok danas taj postotak iznosi oko 12 %, što govori o umjerenoj centralizaciji, ipak s tendencijom daljnjeg porasta.
Prema međunarodnim procjenama (CIA World Factbook), 2007. godine u Bosni i Hercegovini žijelo je 571.317 Hrvata i oni su tada činili 14,57 % ukupnog stanovništva Bosne i Hercegovine. Prema procjenama biskupskih ordinarijata, danas u Bosni i Hercegovini živi 340.000 katolika, od kojih su skoro svi Hrvati. Posve utemeljeno svakako treba dodati još barem 40.000 Hrvata, koji ili nisu katolici ili nisu u kontaktu sa župnim uredima (oko 5-10 % od pretpostavljenog broja Hrvata). Tako se opravdano sadašnji broj Hrvata u Bosni i Hercegovini, može zaokružiti na oko 380.000 ili oko 12 %  stanovništva.
Po popisu 2013. u BiH je imalo 544.780 Hrvata, koji su tada činili 15,4 % stanovništva. Međutim, treba naglasiti, da su se tada popisali i mnogi Hrvati koji žive van granica BiH, u inozemstvu ili u njihovoj matičnoj zemlji Hrvatskoj.

## Galerija
- Stanovništvo BiH prema popisu iz 1910. rimokatolici – plava, muslimani – crvena, pravoslavci – žuta
- Stanovništvo BiH prema popisu iz 1953. Hrvati – narančasta, Srbi – plava, neopredijeljeni Muslimani – zelena
- Hrvati (nijanse narančaste boje) po mesnim narodnim odborima 1948. godine
- Stanovništvo BiH prema popisu iz 1953. Hrvati – narančasta, Srbi – plava, neopredijeljeni Muslimani – zelena
- Hrvati (nijanse narančaste boje) po srezovima 1948. godine
- Stanovništvo BiH prema popisu iz 1953. Hrvati – narančasta, Srbi – plava, neopredijeljeni Jugosloveni – ljubičasta
- Hrvati (nijanse narančaste boje) po općinama 1953. godine
- Stanovništvo BiH prema popisu iz 1953. Hrvati – narančasta, Srbi – plava, neopredijeljeni Jugosloveni – ljubičasta
- Hrvati (nijanse narančaste boje) po srezovima 1953. godine
- Stanovništvo BiH prema popisu iz 1961. Hrvati – narančasta, Srbi – plava, Muslimani – zelena, Jugoslaveni – ljubičasta
- Stanovništvo BiH prema popisu iz 1971. Hrvati – narančasta, Srbi – plava, Muslimani – zelena
- Stanovništvo BiH prema popisu iz 1981. Hrvati – narančasta, Srbi – plava, Muslimani – zelena
- Stanovništvo BiH prema popisu iz 1991. Hrvati – narančasta, Srbi – plava, Muslimani – zelena
- Udio Hrvata po naseljima u BiH prema popisu iz 1991. godine
- Stanovništvo BiH prema popisu iz 2013. Hrvati – narančasta, Srbi – plava, Bošnjaci – zelena
- Udio Hrvatska po općinama u BiH 2013.

## Srodni članci
| - Hrvati Bosne i Hercegovine - Hrvati katolici u Herceg-Bosni 1743. - Popis Hrvata katolika u župi Mostar 1844. - Katolici u Sarajevu - Demografske promjene Hrvata u BiH u razdoblju druge Jugoslavije | - Popis katoličkih kućanstava i vjernika u Bosni i Hercegovini - Povijest Hrvata Bosne i Hercegovine - Kultura Hrvata Bosne i Hercegovine - Etnologija Hrvata Bosne i Hercegovine - Simboli Hrvata Bosne i Hercegovine |

## Unutarnje poveznice
| - Slaveni - Katolici - Krstjani - Pravoslavci - Muslimani - Hrvati - Srbi - Bošnjaci - Mostar | - Široki Brijeg - Ljubuški - Livno - Čitluk - Tomislavgrad - Čapljina - Orašje - Posušje - Žepče | - Grude - Vitez - Kiseljak - Novi Travnik - Prozor-Rama - Jajce - Odžak - Stolac - Busovača | - Neum - Domaljevac-Šamac - Usora - Kupres - Kreševo - Dobretići - Ravno - Travnik - Uskoplje | - Vareš - Fojnica - Glamoč - Tuzla - Brčko - Bugojno - Kakanj - Drvar - Grahovo |